# Dödsstraff
|  | Dödsstraff tillämpas |

|  | Dödsstraff ej avskaffat men ej använt senaste 10 åren |

|  | Dödsstraff avskaffat utom för exceptionella brott (som krigsförbrytelser) |

|  | Dödsstraff avskaffat |

Dödsstraff i världen (uppdateras regelbundet)

Dödsstraff är en straffrättslig påföljd som innebär att en domstol dömer en brottsling till döden genom avrättning.

## Dödsstraffet i världen

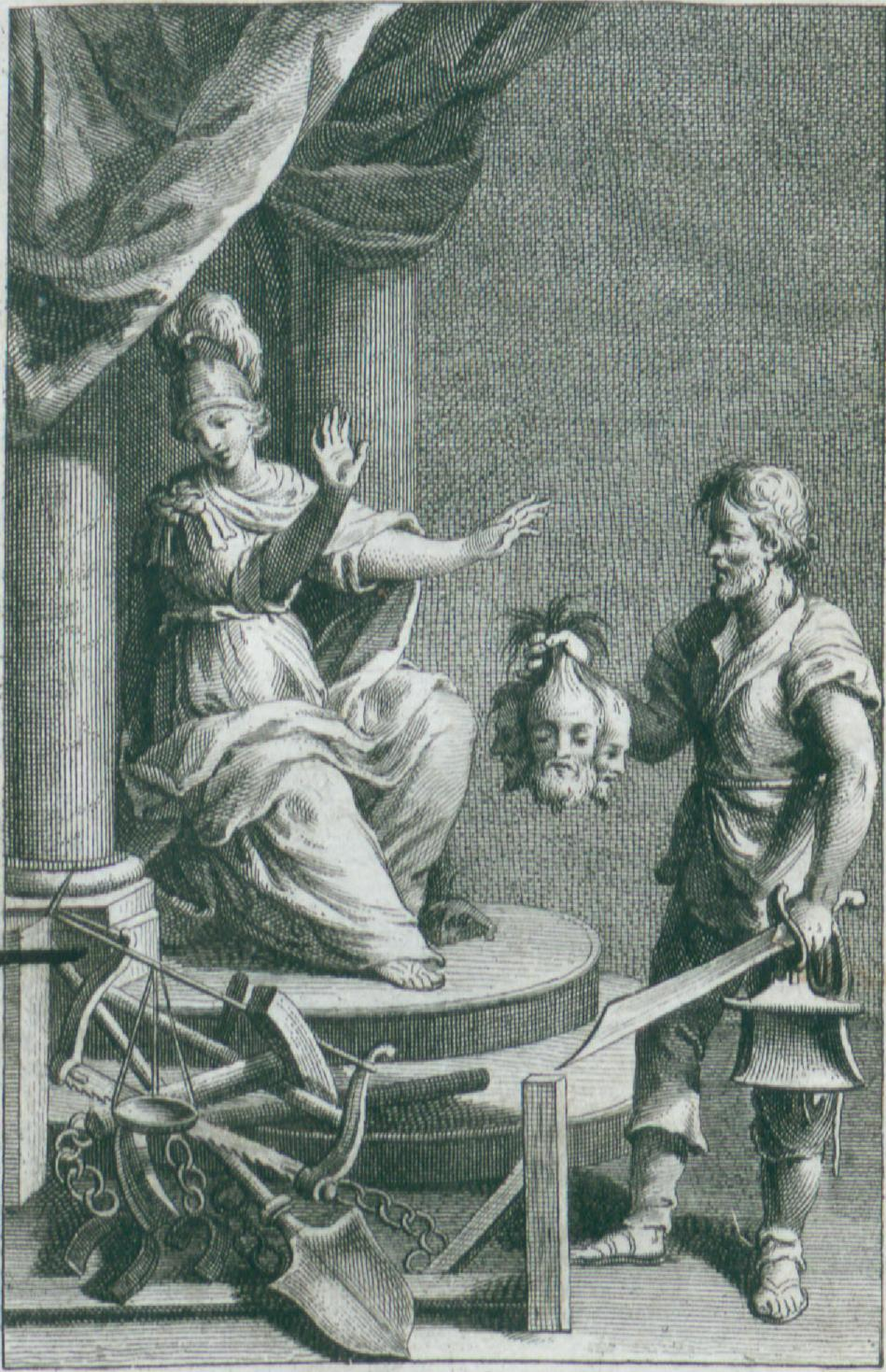
Illustration ur Cesare Beccarias Dei delitti e delle pene.

Dödsstraffet verkställs i många stater i världen, även om en långsiktig trend mot avskaffande kan skönjas. Världens fyra folkrikaste länder; Kina, Indien, USA och Indonesien praktiserar alla dödsstraff, men endast i Kina och en rad delstater i USA tillämpas det någorlunda regelmässigt. Även Vitryssland tilldelade ett par dödsstraff och verkställde två avrättningar 2011; enligt tveksamma uppgifter ytterligare två 2012.
| Rankning | Land         | Antal avrättade 2019                      |
| -------- | ------------ | ----------------------------------------- |
| 1        | Kina         | tusentals (statshemlighet)                |
| 2        | Iran         | 251+ (huvudsakligen drogrelaterade brott) |
| 3        | Saudiarabien | 184                                       |
| 4        | Irak         | 100+                                      |
| 5        | Egypten      | 32+                                       |
| 6        | USA          | 22                                        |
| 7        | Pakistan     | 14+                                       |
| 8        | Somalia      | 12+                                       |
| 9        | Sydsudan     | 11+                                       |
| 10       | Jemen        | 7                                         |
| 11       | Singapore    | 4                                         |
| 12       | Bahrain      | 3                                         |
| 13       | Japan        | 3                                         |
| 14       | Belarus      | 2+                                        |
| 15       | Bangladesh   | 2                                         |
| 16       | Botswana     | 1                                         |
| 17       | Sudan        | 1                                         |
| 20       | Nordkorea    | +                                         |
| 21       | Syrien       | +                                         |
| 22       | Vietnam      | +                                         |

58 länder har kvar dödsstraffet i sin lagstiftning och har genomfört avrättningar de senaste 10 åren, 25 länder har kvar straffet men har inte verkställt det på minst 10 år, 11 länder har kvar dödsstraff bara för vissa speciella brott (i allmänhet brott i krigstid). 97 länder har helt tagit bort straffet ur lagstiftningen. Antalet dödsdomar minskar totalt sett i världen, och var 2019 det lägsta på 10 år.

### Metoder

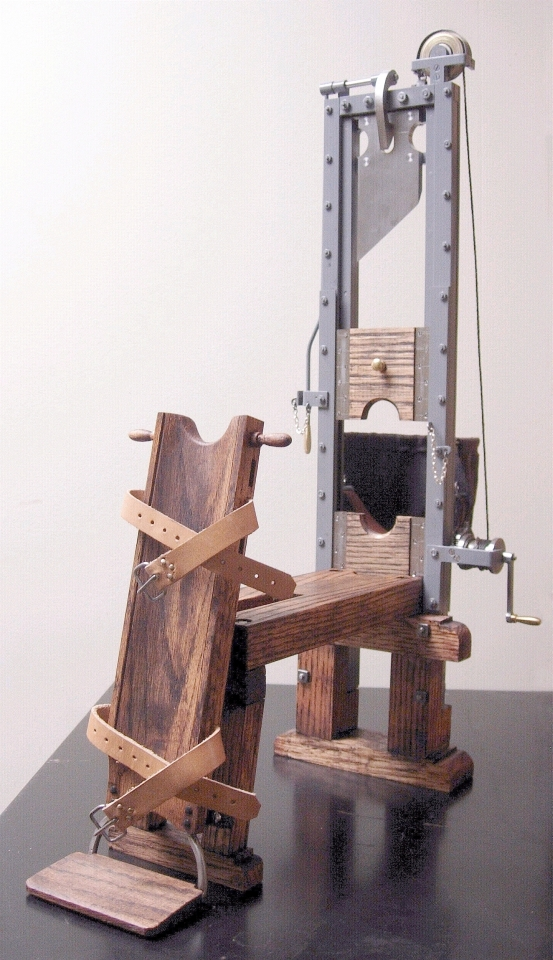
Giljotinen introducerades som avrättningsverktyg i samband med den franska revolutionen.

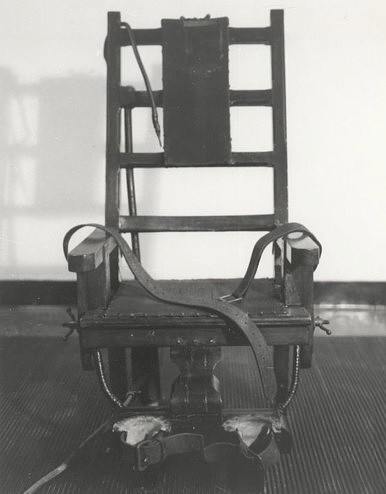
Den elektriska stolen är ett redskap för avrättning som först utvecklades under 1800-talet, men som fortfarande är i bruk.

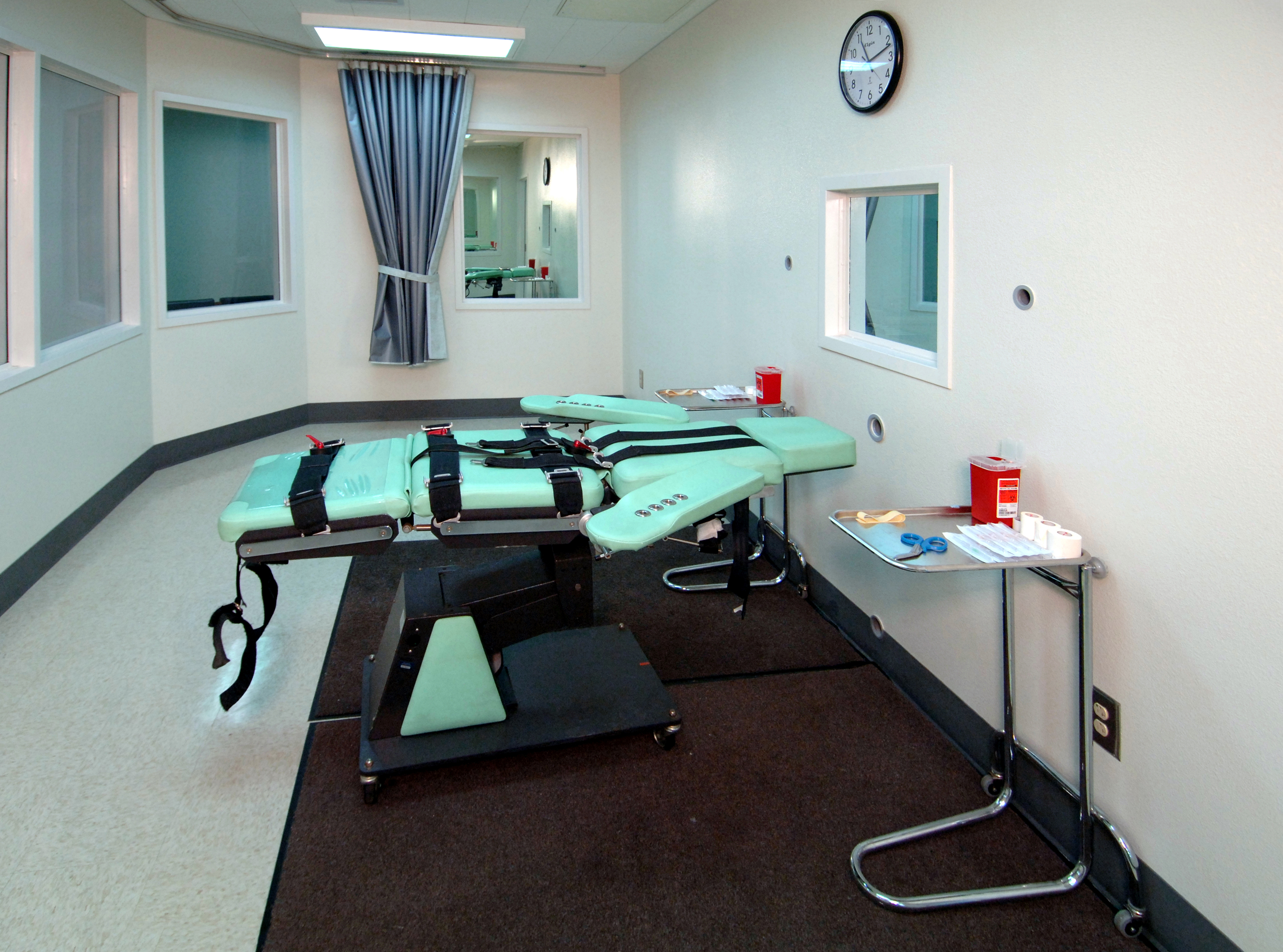
Giftinjektion är en modernare avrättningsmetod och är idag den vanligaste i USA. Så här ser ett rum ut där avrättningarna äger rum.

Denna lista var för tillåtna metoder 2010:
- Halshuggning (Saudiarabien, Qatar)
- Elektriska stolen (Alabama, Tennessee, Virginia, South Carolina, Florida, Oklahoma och Kentucky i USA.)
- Gaskammare (Kalifornien, Missouri och Arizona i USA. Gasavrättning genom kvävgas (N2) godkändes i april 2015 i Oklahoma men har ännu inte använts.[7])
- Hängning (Afghanistan, Iran, Irak, Japan, Mongoliet, Malaysia, Pakistan, Palestina, Libanon, Jemen, Egypten, Indien, Myanmar, Singapore, Sri Lanka, Syrien, Zimbabwe, Sydkorea, Malawi, Liberia, Tchad och Washington (delstat))
- Giftinjektion (Guatemala, Thailand, Kina, Vietnam, alla stater i USA som har dödsstraff.)
- Arkebusering (Kina, Taiwan, Vietnam, Belarus, Libanon, Kuba, Grenada, Nordkorea, Indonesien, Jemen och Oklahoma i USA.)

## Länder som har avskaffat dödsstraffet
Det första landet i världen som avskaffade dödsstraffet var Storhertigdömet Toscana. Den 30 november 1786 skrev  Leopold I, hertig av Toscana, under den nya lagboken inspirerad av den kända italienske straffrättsteoretikern Cesare Beccarias teorier om dödsstraff. Några år senare återinförde Leopold II dödsstraffet för exceptionella fall. 
De länder som senare tog bort dödsstraffet helt ur lagstiftningen var Venezuela (1863), San Marino (1865), Costa Rica (1877), Kungariket Italien (1889), Ecuador (1906), Uruguay (1907), Colombia (1910) och Island (1928).
I Danmark avskaffades dödsstraffet helt 1933 men återinfördes retroaktivt 1946, varpå 46 personer avrättades. Dödsstraff nämns för sista gången i dansk lag 1993.
I Finland utfördes den sista avrättningen i fredstid 1825. Under första världskriget avrättades en handfull finländare på basen av rysk krigslagstiftning.. Under och efter inbördeskriget avrättades många summariskt. Dödsstraff i fredstid avskaffades formellt 1949 och dödsstraffet helt och hållet 1972, vilket numera bekräftas i grundlagen.
I Norge tillämpades dödsstraffet inte mellan 1876 och 1945. Ockupationsmakten Nazityskland, som emellertid betraktades som olaglig, återinförde och tillämpade dödsstraff under ockupationen 1940–1945. I kölvattnet av landsförräderiprocesserna efter andra världskriget återinfördes straffet retroaktivt, och ett trettiotal människor avrättades, bland andra Vidkun Quisling.
I Sverige avskaffades dödsstraffet i fredstid 1921 och under krigsförhållanden 1973. Den sista avrättningen, av Alfred Ander genom giljotin, genomfördes 1910 efter ett nio år och elva månaders uppehåll.
I Ryssland rådde så kallat dödsstraffsmoratorium som betyder ett förbud mot dödsstraffstillämpning vilket infördes i samband med landets inträde i Europarådet 1996. Dödsstraff har inte tillämpats sedan 1996 och betraktades sedan dess som avskaffat, vilket realiserades 2011. Inget europeiskt land, utom Belarus, har därmed verkställt avrättningar efter 1996.
Vissa länder, såsom USA (1972) och Sydafrika (1995) har avskaffat dödsstraffet genom beslut av en konstitutionsdomstol, som funnit det stridigt författningen. Sydafrika, som under 1980-talet varit ett av de aktivaste dödsstraffsländerna, gick därmed på ett fåtal år från ett hundratal avrättningar om året (den sista 1989) till totalt avskaffande. I USA återinfördes dödsstraffet i majoriteten av delstaterna sedan högsta domstolen 1976 funnit det författningsförenligt under vissa omständigheter, bland annat avskaffandet av det dödsstraffsobligatorium som funnits för vissa brott. Sedan dess har ytterligare över 1 300 personer avrättats i sammanlagt ett 30-tal stater.[när?]

## Återinförande
Europeiska länder som avskaffat dödsstraffet har inte sedan andra världskriget infört det igen. Däremot röstade Schweiz, som infört ett nationellt förbud mot dödsstraff i sin författning 1874, för att möjliggöra dödsstraff i en folkomröstning 1879, efter en större brottsvåg. Efter beslutet (straffrätten var i sig en kantonal angelägenhet) återinfördes dödsstraffet i tio huvudsakligen katolska, tyskspråkiga kantoner i centrala Schweiz (avvikande var Fribourg, Valais och Schaffhausen) mellan 1880 och 1892, och sammanlagt nio avrättningar, alla genom halshuggning, verkställdes mellan 1892 och 1940 (samtliga, utom en i Fribourg 1902, efter nämnda mönster). Landet röstade 1938 igenom en ny, nationell strafflag, där dödsstraffet avskaffades, giltig från och med 1 januari 1942 (arkebuseringar verkställdes fortsatt under militärrätten fram till 1944). Nya Zeeland, som avskaffat straffet under Labourpartiet 1941, återinförde det igen efter ett regeringsskifte 1950, för att åter avskaffa det 1961. Under 1950-talet genomfördes sammanlagt åtta hängningar, den senaste 1957 av giftmördaren Walter Bolton. De två länderna är därmed de enda staterna i som avskaffat dödsstraffet och återinfört det (för att sedan avskaffa det) genom en demokratisk process (enskilda delstater i USA har gjort samma sak, dock huvudsakligen sedan statens eller landets högsta domstol förklarat det författningsstridigt). 
Japan upplevde ett moratorium under sent 1980- och tidigt 1990-tal, men avskaffade aldrig straffet formellt, innan avrättningar återupptogs 1993. Mellan år 2000 och den 27 juli 2022 avrättades 98 personer i Japan. I Kanada misslyckades ett försök till återinförande 1987 med röstsiffrorna 148-127 i underhuset, sedan ett antal konservativa ledamöter (bland andra premiärminister Brian Mulroney) mot majoriteten av sitt parti stött nej-linjen. Den sista dödsdomen avkunnades mot fängelseinternen Mario Gauthier i Quebec 1976 för mord på en fångvaktare, månader innan straffet avskaffades för alla civila brott. De sista att bli avrättade, i december 1962, var Ronald Turpin och Arthur Lucas, dömda för mord på en polis respektive polisinformatör.
I Italien avskaffades dödsstraffet på 1880-talet, men återinfördes av Benito Mussolini 1926 efter ett mordförsök på honom. Ytterligare 26 (juridiska) avrättningar verkställdes innan Mussolinis fall i juli 1943, samt ytterligare tusentals innan republik upprättades 1946, utan dödsstraff i lagboken.

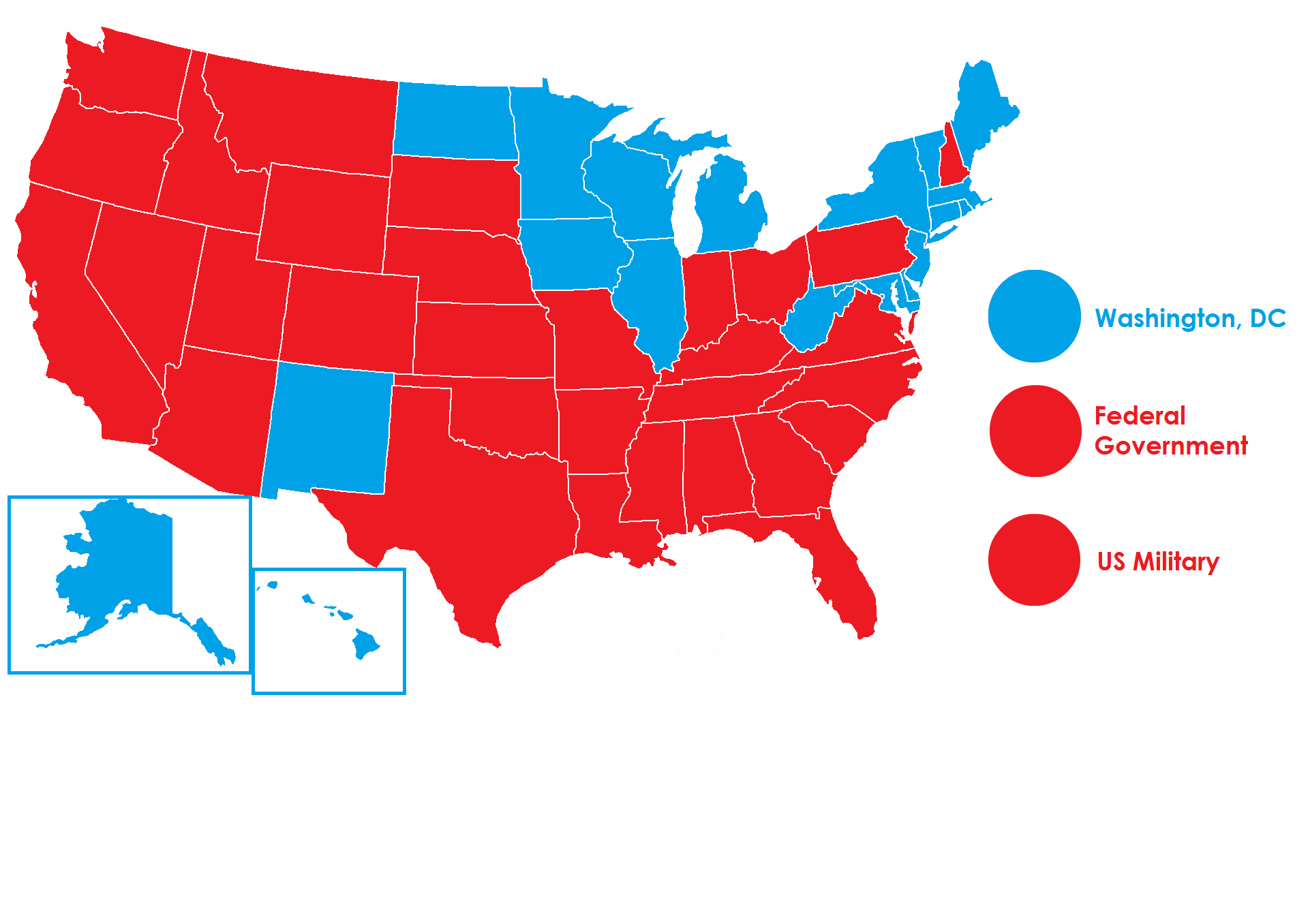
Dödsstraff i USA, 2013. Stater med dödsstraff i rött. Notera att flera röda delstater inte använt straffet på länge, t.ex. New Hampshire (uppe i högra hörnet) med ett moratorium i praktiken sedan 1939.

I USA avskaffades dödsstraffet av högsta domstolen 1972, efter ett femårigt nationellt moratorium sedan avrättningen av Luis Monge i Colorado 1967. År 1976 upphävde domstolen sitt tidigare utslag och med Gary Gilmore följande år återupptogs avrättningarna, och nästan alla delstater i USA (liksom den federala regeringen och den militära jurisdiktionen) har sedan dess återinfört det, med varierande praxis. Med undantag för Connecticut (Michael Bruce Ross år 2005) har ingen delstat i New England använt det sedan dess. Ett fåtal nordstater (Maine, Minnesota, Michigan, North Dakota, Rhode Island och Wisconsin) hade redan avskaffat det under 1800-talet eller tidigt 1900-tal, medan andra (t.ex. Kansas) avskaffat det och tagit det åter i bruk omkring 1930-talet, som regel i samband med den stora depressionen, då ett maxtal om 199 avrättningar (1935) nåddes. Avrättningar återupptogs i stor skala sedan giftinjektion tagits i bruk i Texas 1982, och under 1990-talet uppstod ett nytt uppsving som inte motsvarats sedan 1950-talet. Denna trend har nedtonats på senare år och ett antal stater, bland annat Connecticut, New Mexico och New Jersey (som inte använt det alls efter återinförandet) har avskaffat det åter. Vermont och Massachusetts återinförde det inte, liksom Alaska och Hawaii sedan dessa blivit stater; bland de delstater som återinfört dödsstraffet men inte använt det kan nämnas New Hampshire, Kansas och New York (där det förklarats konstitutionsvidrigt och sedermera avskaffats definitivt). Wyoming, New Mexico, South Dakota, Connecticut och Colorado har använt det ett enda tillfälle sedan 1960-talet; andra har använt det två eller tre gånger, medan femton delstater använt det tio gånger eller fler sedan 1976. USA:s federala regering återinförde dödsstraffet 1988 och har sedan dess använt det vid tre tillfällen. Timothy McVeigh blev i juni 2001 den förste att avrättas av USA:s federala regering sedan Victor Feguer 1963, kort därefter följd av droggrossisten Juan Garza och en marinsoldat dömd för våldtäkt och mord 2003. Samtliga tre dömdes för brott begångna i Texas och Oklahoma, som leder dödsstraffsstatistiken med plats ett och tre (Oklahoma kommer först om statistiken graderas efter folkmängd).
I Storbritannien, där dödsstraffet avskaffades för mord 1965 (i Nordirland och Kanalöarna 1973, på Isle of Man på 1990-talet) har underhuset röstat om frågan i varje parlament fram till 1994. I denna sista omröstning stödde ett hundratal ledamöter, nästan samtliga från konservativa partiet återinförande för polismord. Opinionsundersökningar har visat ett stadigt majoritetsstöd för dödsstraffet i Storbritannien, även om det minskat gradvis från 70–80 procent när straffet avskaffades till omkring 60 procent idag. När mockumentären (fiktiva dokumentären) The Execution of Gary Glitter, som tog upp ämnet om återinförande, sändes i brittisk TV 2009 presenterades en opinionsundersökning med 54 procents stöd för dödsstraffets återinförande.
I Frankrike, som var det sista landet i Västeuropa att avskaffa straffet 1981 (den sista avrättningen ägde rum 1977) driver Front National frågan om återinförande; en befolkningsmajoritet är emellertid mot återinförande, och Marine Le Pen har modererat partiets linje genom att kräva införande av antingen dödsstraff eller reella livstidsstraff.
Vissa länder, däribland Sverige, har förbjudit dödsstraff i grundlagen. Irland gjorde det genom en folkomröstning 2001.

## Dödsstraffets brottspreventiva verkan
Dödsstraffet är en extrem form av hot mot en enskild människas liv varför dödsstraffets allmänpreventiva effekter studerats av kriminologer, sociologer med flera. Resultaten har inte varit helt entydiga och olika studier ger varierande resultat, vilket bidragit till att det amerikanska forskningsrådet, National Research Council, 2012 gjorde gällande att det inte finns någon pålitlig metod för att utvärdera huruvida dödsstraff har en preventiv effekt, om det är utan effekt eller om det brutaliserar samhället. Vissa forskare, som t.ex. Jerzy Sarnecki , menar att denna bestraffningsform inte fungerar som avskräckning, utan att avskräckning fungerar endast i brottspreventivt syfte i de fall där gärningsmannen är kalkylerande och rationell, medan andra forskare, som till exempel Joanna M. Shepherd, menar att för varje verkställd avrättning av en mördare, så förhindras i genomsnitt tre mord. 
De flesta av de grövsta våldsbrotten begås av individer som är påverkade av alkohol, droger eller är under inverkan av starka känslor.  Brottmålsadvokaten Johan Eriksson, som utsetts av webbtidningen Dagens Juridik till Sveriges främsta advokat (2013–2021), menar att det är omständigheterna som skapar gärningsmannen och att vem som helst under tillräckligt pressande omständigheter kan komma att begå allvarliga brott.
Andra studier har fokuserat på statistisk analys, varvid analysmetoderna har hamnat i fokus. En del studier har givit ett resultat som sägs visa på en avskräckningseffekt av dödsstraff. Kritiker menar dock att det finns allvarliga metodologiska problem i dessa studier och att det inte går att dra några slutsatser om avskräckningseffekten på grundval av dessa studier.
På 1970-talet införde USA:s högsta domstol ett temporärt förbud (ett så kallat moratorium) mot att verkställa dödsdomar. I en studie publicerad i juli 2003 jämförde Hashem Dezhbakhsh och Joanna M. Shepherd antalet mord före, under och efter moratoriet i de berörda amerikanska delstaterna. De kom fram till följande slutsats: ”Resultaten är mycket tydliga: avrättningar avskräcker från mord och mordfrekvensen ökar betydligt under moratorier.” Dezhbakhsh och Shepherd beskrev sina resultat som ”mycket robusta”.
Det har gjorts olika försök att uppskatta hur stor den avskräckande effekten är. Joanna M. Shepherd kommer i en studie från augusti 2003 fram till att en verkställd avrättning i genomsnitt leder till att tre färre mord begås. Naci Mocan och Kaj Gittings har i en studie från oktober 2003 beräknat den avskräckande effekten till fem färre mord per avrättning. Enligt en studie av Paul R. Zimmerman publicerad i maj 2004 leder en verkställd avrättning till att det begås i genomsnitt 14 färre mord på årsbasis.
Dale O. Cloninger och Roberto Marchesini har i en studie från juni 2005 undersökt effekterna av ett moratorium för avrättningar i Illinois som infördes i januari 2000 och ett beslut fattat i januari 2003 om att omvandla alla dödsdomar i delstaten till livstidsstraff. Dessa åtgärder ledde enligt Cloninger och Marchesini till att det begicks uppskattningsvis 150 fler mord i Illinois under 48-månadersperioden januari 2000–januari 2004. En liknande studie från 2001 av Cloninger och Marchesini baserad på statistik från Texas gav enligt författarna resultat som var förenliga med hypotesen att dödsstraff har en avskräckande effekt. Enligt K. C. Land m fl  ger modellering med data från avrättningar i Texas mellan 1994 och 2005 en uppskattad genomsnittlig minskning med 0,5–2,5 mord under en 12-månadersperiod efter varje avrättning, beroende på vilken modell som används.

## Filosofin kring dödsstraff
Dödsstraffets varande eller icke varande har diskuterats på ett antal olika sätt. Här beskrivs enkelt och summariskt tre moralfilosofiska skolor och hur man utifrån den beskrivna skolans diskurs kan diskutera dödsstraffet. Se även straffteori.

### Utilitarism
Utilitarismen är en morallära som förespråkar att vi ska handla så att följderna av vårt handlande blir så goda som möjligt, där "det goda" definieras som "det som leder till största möjliga lycka för största möjliga antal". Utilitaristens etik är därför konsekventialistisk. En handling är god om och endast om den resulterar i bättre konsekvenser än alla andra till buds stående handlingsalternativ. Vad utilitaristen säger om dödsstraffet beror på vad han tror att dödsstraffet kan ha för konsekvenser. Talar forskning och personliga erfarenheter om sannolikt positiva effekter, så är sannolikheten stor att utilitaristen är för dödsstraff. Om det däremot verkar som om dödsstraffet leder till negativa effekter blir han antagligen motståndare till dödsstraff. Dödsstraffets konsekvenser för den avrättade individen och eventuell känsla av upprättelse bland brottsoffren står endast för en del i summan av all lycka och olycka som genereras av straffet, vilket ställs i jämförelse mot lyckan och olyckan som genereras av alla alternativa tillvägagångssätt. Detta medför att utilitarister kommer fram till vitt skilda ståndpunkter gällande dödsstraffet. Det finns såväl dödsstraffsförespråkare som dödsstraffsmotståndare som kallar sig för utilitarister.
Förespråkarna för dödsstraff påpekar att gärningsmän som avrättas aldrig mer kan återfalla i brott, vilket innebär att människor besparas lidande. Ofta framhävs också dödsstraffets förmodade förmåga att avskräcka från grövre brott. Detta resonemang förutsätter att människan handlar rationellt och självständigt. Då en människa som är på väg att begå ett grovt brott som är styrkt med dödsstraff (till exempel mord), antas denne därför välja att inte begå detta brott i rädsla av att dömas till döden. Således antas brottet förebyggas, och det kan vara något som bidrar till den allmänna lyckan. En utilitaristisk dödsstraffsförespråkare menar att ett väsentligt antal människor i samhällen som tillämpar dödsstraff undgår smärta och olycka som de annars skulle kunna råka ut för. De menar också att detta förskonade ifrån lidande är större än det lidande de som döms till dödsstraff, deras anhöriga och andra berörda utsätts för.
Ett annat utilitaristiskt argument för dödsstraffet är mer utvalt inriktat på den klandrade brottslingen. Här menar man att dödsstraffet är kort och eftertryckligt, och således också mer tillmötesgående än de långa fängelsestraff som normalt är utfallet av grov våldsbrottslighet. Om den dömde lider mindre bör också den hopräknade lyckan vara större. Det nämns i samklang med detta att flera dödsdömda, bland annat i Italien (samt i fallet Gilmore) har petitionerat och även stämt sitt lands rättsväsende med en önskan om att avrättas hellre än fortsätta leva i fångenskap. Bland annat Pennsylvania, som genomfört tre avrättningar sedan 1970-talets moratorium, menar att dessa tre fall kunde hänföras till denna kategori.
Det finns även utilitaristiska motståndare. Den vanligaste orsaken till detta motstånd är att man ifrågasätter straffets avskräckande effekt. Om de flesta grova brott som enligt förespråkarna bör ligga till grund för dödsstraff begås av psykiskt störda personer menar motståndarna att straffets avskräckande effekt minskar eller uteblir. Cesare Beccaria menade också att det avskräckande i ett straff snarare ligger i dess förutsägbarhet än i dess grymhet. Om inte straffet skrämmer från att begå brott i någon större utsträckning är det ur utilitaristens synsätt helt meningslöst, då inget onödigt lidande hindras. Snarare ökar smärtan i världen i och med att man avrättar ett antal människor. Ytterligare ett utilitaristiskt motargument är farhågan att dödsstraffet trappar upp en allmän samhällelig våldsspiral. Vidare befarar man att brottslingar som vet att de riskerar ett dödsstraff efter ett gripande, kan drivas till allt mer desperata metoder, såsom till exempel att ta gisslan eller döda eventuella vittnen. Båda dessa exempel innebär en minskad lycka i världen.
Ett annat vanligt utilitaristiskt motargument är att dödsstraffet riskerar att skapa en allmän social oro. Det kan till exempel handla om rädsla för att bli oskyldigt (eller efter ett begånget, men ångrat brott) dömd till döden och avrättad. Acceptans av dödsstraff kan också medföra en större acceptans av våld i andra sammanhang, samt ett extraordinärt behov hos brottslingar som kan dömas till döden att begå ytterligare våldshandlingar mot exempelvis vittnen. Ett motargument menar att detta blir fallet oavsett vad maximalstraffet är, och att livstids fängelse eller ett högsta tidsbestämt straff (till exempel 30 år, som är strafftaket i Mexiko och Norge) i praktiken kommer att ge samma effekt så snart ett brott redan begåtts som kan eller kommer att kunna meritera detta "tak".

### Pliktetiken
Pliktetiken utgår ifrån att människan bör handla enligt en moralisk plikt. Här försöker man att hitta lagar för huruvida gärningar är förbjudna eller förordnade, oavsett vilka följderna av detta handlingssätt kan tänkas bli. Ett av de mest kända exemplen på hur en sådan moralisk plikt kan formuleras är Immanuel Kants "det kategoriska imperativet". Liksom bland utilitaristerna finns såväl förespråkare som motståndare till dödsstraff i det pliktetiska lägret.
Pliktetiska dödsstraffsmotståndare menar att det alltid är orätt att aktivt och uppsåtligt döda en annan människa, oavsett vad konsekvenserna blir. Därför är det också oacceptabelt med dödsstraff. Denna ståndpunkt tar ingen hänsyn till om världen blir bättre eller odugligare med dödsstraff. Oavsett vilket är dödande fel och därför även dödsstraff.
Pliktetiker kan även nå den motsatta slutsatsen med samma utgångspunkt i åsikten att allt liv är heligt. Likt Kant menar många pliktetiker att brott och straff är intimt förenade. En person som har tagit en annans liv anses ha förverkat rätten till det egna livet, och en gärningsman som begått ett tillräckligt grovt brott bör därför enligt dödsstraffsförespråkarna bland pliktetikerna dömas till döden av rättviseskäl. Straffet är inte till för att stilla offrets eller dess anhörigas krav på rättvisa, utan pliktetikerns rättrådighet är riktad till gärningsmannen för att ge denne gottgörelse. Om en förbrytare förtjänar sitt straff anses denne få gottgörelse genom att sona för sitt brott. Till skillnad från de utilitarister som motsätter sig dödsstraffet om det bara orsakar onödigt lidande hos förövaren talar alltså förespråkarna bland pliktetikerna istället om ett sedligt och nödvändigt lidande.
| ”                               | Men vem som än begått mord måste dö. Det finns, i det här fallet, inget juridiskt substitut eller surrogat som kan erbjudas för att låta rättvisan ha sin gång. Det finns ingen likhet eller proportion mellan liv, hur än smärtfullt, och död; och därför finns ingen jämlikhet mellan brottet mord och vedergällningen än vad som åstadkoms juridiskt genom avrättningen av brottslingen. Hans död, emellertid, måste hållas fri från smärta och vanskötsel som skulle göra mänskligheten i hans person motbjudande eller avskyvärd. | „ |
| – Immanuel Kant, Rättsfilosofin | |   |

### Rättighetsetik
Om en person är rättighetsetiker så tillerkänner man alla människor (och ibland även andra djur) ett antal universella rättigheter, och man menar att det är människornas skyldighet att inte kränka dessa rättigheter. Huruvida en handling är moraliskt korrekt avgörs med andra ord av om några rättigheter blir kränkta. Rättighetsetiker har ofta också tänkt sig att dessa rättigheter bör institutionaliseras i någon form av samhälleligt kontrakt. En grundläggande rättighet enligt detta synsätt är alla människors rätt till sitt eget liv, och denna rätt är enligt rättsetikerna överordnad argument om avskräckning (utilitarismen) eller vedergällning (pliktetiken). Detta anförs i regel som argument mot dödsstraffet, men det finns också rättighetsbaserade argument för dödsstraffet. En av rättighetsetikens grundvalar är att offret har rätt till upprättelse om ett brott har begåtts (till skillnad från pliktetiken, där gärningsmannens gottgörelse står i fokus) som kompensation för dennes kränkta rättigheter. Vissa rättsetiker menar att dödsstraffet kan utgöra en sådan kompensation. Utöver detta poängteras ofta rätten till frihet och egendom i samklang med rättsstatens rätt att upphäva nämnda rättigheter (i form av böter eller fängelse) om ett brott föreligger. John Stuart Mill framförde 1868 detta argument i det brittiska underhuset som följande;
| ”                        | Och vi kan föreställa oss att någon frågar hur vi ska kunna förhindra lidande genom att själva utfärda det. Men på det skulle jag svara, alla skulle svara, att förhindra lidande genom att skapa det är inte bara möjligt, utan själva syftet med en rättsstat. Visar bötfällning av en brottsling vår brist på respekt för egendom eller fängslandet av honom vår brist på respekt för frihet? Precis lika orimligt är det att anta att tagandet av ett liv som tagit ett annat är att visa otillräcklig respekt för mänskligt liv. Vi visar, tvärtom, vår yttersta respekt för det genom anammandet av en regel att den som förnekar en annan denna rättighet mister den själv, och medan inget annat brott han kan begå berövar honom denna rätt till liv så skall detta brott göra det. | „ |
| – John Stuart Mill, 1868 | |   |

Det kan noteras att när FN:s deklaration om de mänskliga rättigheterna, inklusive dess tredje artikel om rätten till liv, antogs 1948, så hade nästan alla stater dödsstraff i sin lagstiftning (Sverige, där straffet dock fanns i den militära strafflagen, var ett av ytterst få undantag). Dödsstraffet betraktades, i brist på debatt, som ett oskrivet undantag i klass med fängelse i relation till FN-stadgans begrepp "rätt till frihet" och böter, skadestånd och stämning kontra äganderätten.
Idag innefattar dock FN:s deklaration om de mänskliga rättigheterna även artikel 30 som beskriver att inget i de övriga artiklarna får tolkas som att det ger rätt till grupp, stat eller individ att omintetgöra rättigheterna i någon annan artikel.

## Debatten kring dödsstraff
De som är motståndare till dödsstraff betraktar generellt dödsstraffet som omänskligt. En vanlig kritik mot dödsstraff ibland motståndarna är även att straffet är oåterkalleligt. Många människor har också förklarats oskyldiga efter att dödsstraffet verkställts. De som är emot dödsstraff brukar också argumentera för att dödsstraffet saknar en avskräckande effekt, att dödsstraffet brutaliserar samhället samt att det särskilt drabbar minoritetsbefolkningen och fattiga. Organisationer såsom Amnesty och  American Civil Liberties Union är kända för sitt opinionsarbete mot dödsstraff. 
Förespråkare för dödsstraff brukar istället hävda att dödsstraffet har en avskräckande effekt. De brukar också argumentera för att dödsstraffet säkerställer rättvisa, där det enda sättet få upprättelse vid ett mord är att avrätta den som mördat. En del av de som är motståndare till dödsstraffet hävdar istället att livstids fängelse är tillräckligt för att nå rättvisa. Förespråkare för dödsstraffet brukar också argumentera för att dödsstraffet är det enda sättet att säkerställa att den som mördat aldrig kan begå ett nytt brott.
Den katolska kyrkan anser att dödsstraffet är otillåtet under alla omständigheter och fördömer det som en attack på människans okränkbarhet och värdighet. Islam accepterar generellt sett dödsstraff för brott som anses särskilt allvarliga enligt islam. Det finns dock en minoritet inom islam som är emot dödsstraffet, bland annat för att det särskilt drabbar kvinnor och fattiga.
Ett fall som särskilt uppmärksammade många av de argumenten som finns mot dödsstraff var fallet med Abdul Kahar Othman som den 30 mars 2022 hängdes i Singapore för olaglig handel med heroin, Fallet fick särskild uppmärksamhet internationellt eftersom Abdul Kahar kom från en fattig familj och hade kämpat med drogberoende. Han hade också fått bristfällig behandling för sitt missbruk. Både Europeiska unionen och Amnesty International kritiserade Singapore för avrättningen av Abdul Kahars och omkring 400 singaporeaner protesterade mot regeringens användning av dödsstraff bara några dagar efter att Abdul Kahars dödsdom godkändes. 
Vissa fångar i USA har försökt påskynda dödsstraffets verkställande genom att avstå från alla överklaganden. En del fångar har också begärt att straffet ska verkställas snabbare eller begått ytterligare brott i fängelset för att snabba på processen. I USA utgör dessa personer cirka 11 procent av de dödsdömda fångarna. Detta har särskilt uppmärksammats av motståndare till dödsstraff som ett bevis att många dödsdömda personer har problem med psykisk ohälsa. 

## Opinion

### Sverige
Sifos samhällsbarometer 1997 visade att en minoritet på omkring 40 procent var för dödsstraff i Sverige. Siffran är relativt låg jämfört med andra demokratiska stater, där ett flertal som avskaffat straffet sedan länge (bland annat Kanada och Storbritannien) har en tydlig majoritet för återinförande. I de allra flesta länder tydde opinionsundersökningar på en majoritet mot avskaffande när straffet avskaffades; i de flesta fall har opinionen emellertid ökat mot återinförande därefter.
2006 års samhällsbarometer visade enligt tidningen Metro att 33 procent ansåg att det finns brott som borde bestraffas med döden, och 56 procent emot.
I SOM-institutets årliga undersökning har cirka 20 procent av befolkningen mellan år 2004 och år 2022 velat införa dödsstraff för mord. Siffrorna har varierat några procentenheter upp eller ner varje år.

### Notförteckning
1. 1 2  ”DEATH SENTENCES AND EXECUTIONS 2019” (på engelska) (PDF). Amnesty International. https://www.amnesty.org/download/Documents/ACT5018472020ENGLISH.PDF. Läst 15 januari 2020.
2. ↑  ”Methodes of execution by country”. Methodes of execution by country. Nutzworld.com. Arkiverad från originalet den 14 juli 2011. https://web.archive.org/web/20110714212707/http://www.nutzworld.com/amerikaarticles/methods_of_execution_by_country.htm. Läst 23 februari 2011.
3. ↑  ”Methods of execution – Death Penalty Information Center”. Methods of execution – Death Penalty Information Center. Deathpenaltyinfo.org. http://www.deathpenaltyinfo.org/methods-execution. Läst 23 februari 2011.
4. ↑  ”Death penalty Bulletin No. 4-2010” (på (bokmål)). Death penalty Bulletin No. 4-2010. Translate.google.no. Arkiverad från originalet den 24 juli 2011. https://web.archive.org/web/20110724175927/http://translate.google.no/translate?js=n&prev=_t&hl=no&ie=UTF-8&layout=2&eotf=1&sl=no&tl=en&u=http%3A%2F%2Fwww.amnesty.no%2Fd%25C3%25B8dsstraffbulletin-nr-4-2010&act=url. Läst 23 februari 2011.
5. ↑  ”INFORMATION ON DEATH PENALTY” (på (bokmål)). INFORMATION ON DEATH PENALTY. Amnesty International. Arkiverad från originalet den 24 juli 2011. https://web.archive.org/web/20110724175943/http://translate.google.no/translate?hl=no&sl=no&tl=en&u=http%3A%2F%2Fwww.amnesty.no%2Faktuelt%2Fflere-nyheter%2Farkiv-bakgrunn%2Fopplysninger-om-d%25C3%25B8dsstraff. Läst 23 februari 2011.
6. ↑  ”execution methods by country”. execution methods by country. Executions.justsickshit.com. Arkiverad från originalet den 14 november 2010. https://web.archive.org/web/20101114045725/http://executions.justsickshit.com/execution-methods-by-country/. Läst 23 februari 2011. Arkiverad 14 november 2010 hämtat från the Wayback Machine. ”Arkiverade kopian”. Arkiverad från originalet den 14 november 2010. https://web.archive.org/web/20101114045725/http://executions.justsickshit.com/execution-methods-by-country/. Läst 19 augusti 2017.
7. ↑  The Dawn of a New Form of Capital Punishment, Time, 17 april 17 2015
8. ↑  , Dansk lag nr 395, 1946-06-12.
9. ↑  ”Viimeinen suomalainen mestauspölkyllä: Miehen henkilöllisyydestä erehdyttiin pitkään” (på finska). Seura. https://seura.fi/ilmiot/historia/kuolemantuomio-oli-laillinen-rangaistus-1800-luvun-suomessa/. Läst 15 oktober 2023.
10. ↑  Olli Korjus (2014). Kuusi kuolemaantuomittua. sid. 341–342, genom finskspråkiga Wikipedia: Kuolemanrangaistus Suomessa
11. ↑  Ylimaunu, Timo; Mullins, Paul R.; Aalto, Sirpa (2024-06-01). ”Place, Memory, and the Landscape of Finnish Civil War Reconciliation” (på engelska). Historical Archaeology 58 (2):  sid. 435–453. doi:10.1007/s41636-024-00503-w. ISSN 2328-1103. https://link.springer.com/article/10.1007/s41636-024-00503-w. Läst 4 december 2024.
12. ↑  Text-Niclas Sennerteg 13 oktober 2018 URL copied to clipboard (13 oktober 2018). ”Finlands blodiga broderkrig”. Populär Historia. https://popularhistoria.se/krig/finska-inbordeskriget-ett-blodigt-brodrakrig. Läst 4 december 2024.
13. ↑  ”Hon gräver fram obekväma sanningar om Finlands avrättade kvinnor”. Hufvudstadsbladet. 23 mars 2018. https://www.hbl.fi/artikel/hon-graver-fram-obekvama-sanningar-om-finlands-avrattade-kvinnor/. Läst 4 december 2024.
14. ↑  se lagen om avskaffande av dödsstraffet i fredstid (2.12.1949/728)
15. ↑  Lag om avskaffande av dödsstraffet ur straffsystemet (5.5.1972/343)
16. ↑  ”Finlands grundlag (11.6.1999/731)”. Finlex. https://www.finlex.fi/sv/laki/ajantasa/1999/19990731#P7. Läst 15 oktober 2023.
17. ↑  Franck, Hans Göran; Nyman Klas (1997). Det barbariska straffet. BRÅ-rapport, 1100-6676 ; 1997:3. Stockholm: Brottsförebyggande rådet (BRÅ). Libris 7267209. ISBN 91-38-30891-6
18. ↑  ”Capital Punishment in Japan” (på engelska). nippon.com. 27 juli 2022. https://www.nippon.com/en/features/h00239/. Läst 4 december 2024.
19. ↑  ”The end of the rope: The story of Canada’s last executions”. http://www.thestar.com/news/gta/2012/12/10/the_end_of_the_rope_the_story_of_canadas_last_executions.html.
20. ↑  http://www.cbc.ca/archives/categories/society/crime-justice/the-death-penalty-debate/abolition-upheld.html
21. ↑  http://www.youtube.com/watch?v=jPtEWA2BzZQ
22. ↑  Kevin Johnson (19 april 2012). ”Panel fails to establish deterrent effect of death penalty” (på engelska). USA Today. http://www.usatoday.com/news/nation/story/2012-04-17/death-penalty-homicide-deterrent/54394986/1. Läst 1 juni 2012.  ”"We recognize that this conclusion may be controversial to some," Nagin said, "but no one is well served by unsupportable claims about the effect of the death penalty, regardless of whether the claim is that the death penalty deters homicides, has no effect on homicide rates or actually increases homicides."”
23. ↑  Sarnecki, Jerzy (2009). Introduktion till kriminologi. Lund: Libris. sid. 410. ISBN 978-91-44-04858-1
24. 1 2  Joanna M. Shepherd (2004). ”Murders of Passion, Execution Delays, and the Deterrence of Capital Punishment”. Journal of Legal Studies 33 (2):  sid. 283–322. doi:10.1086/421571. Arkiverad från originalet den 17 juni 2013. https://web.archive.org/web/20130617012259/http://www.hawaii.edu/hivandaids/Murders_of_Passion%2C_Ex_Delays%2C_and_the_Dete_of_Capital_Punish.pdf. Läst 4 augusti 2015. Arkiverad 17 juni 2013 hämtat från the Wayback Machine.
25. ↑  Sarnecki 2009, s. 430 "I sin extrema form kan straffet utgöra ett hot mot individens liv. Åtskilliga forskar, t.ex. Sellin (1959), Ehrlich (1977), McGahey (1980), Bowers & Pierce (1975) och Archer m.fl. (1983), har ägnat intresse åt dödsstraffets allmänpreventiva effekter. Resultaten varierar, men huvudintrycket är att den yttersta formen av allmänprevention troligen inte fungerar. Bergqvist (2000) påpekar emellertid att både studier som stödjer dödsstraffets allmänpreventiva effekter och studier som hävdar att dödsstraffet ökar våldet genom att brutalisera samhället lider av stora metodologiska problem. Inte heller svenska data tycks stödja tesen om dödsstraffets avskräckande effekt. Detta visas av Hofer (1985), som har studerat antalet mord, dråp och misshandel med dödlig utgång som rapporterats i Sverige före och efter avskaffandet av dödsstraffet. Som nämnts kan avskräckningen endast fungera under förutsättning att den presumtive lagöverträdaren är någorlunda rationell och gör någon form av riskkalkyl. Därför är det kanske, trots allt, inte helt rimligt att studera effekter av avskräckningen på grova våldsbrott. Många av dessa brott begås under inverkan av starka känslor. Gärningsmännen är oftast alkohol- eller drogpåverkade eller har av andra skäl svårt att kontrollera sina handlingar.".
26. ↑  ”Advokaten - Advokaternas advokater 2021”. www.advokaten.se. Arkiverad från originalet den 14 augusti 2021. https://web.archive.org/web/20210814200319/https://www.advokaten.se/Tidningsnummer/new-page/nr-4-2021-argang-87/advokaternas-advokater-2021/. Läst 14 augusti 2021.
27. ↑  ”Mauri möter: Sveriges bästa advokat”. Youtube.com. 11 april 2023. https://www.youtube.com/watch?v=zZtDT7Rc6QE. Läst 11 november 2023.
28. ↑  Death Penalty Information Center, Facts about Deterrence and the Death Penalty Arkiverad 9 oktober 2006 hämtat från the Wayback Machine.
29. ↑  Criminal Justice Legal Foundation, Articles on Death Penalty Deterrence.
30. ↑  Death Penalty Information Center, Discussion of Recent Deterrence Studies Arkiverad 29 april 2009 hämtat från the Wayback Machine..
31. ↑  Hashem Dezhbakhsh, Joanna M. Shepherd (2003). ”The Deterrent Effect of Capital Punishment: Evidence from a "Judicial Experiment"”. Emory Economics (03-14):  sid. 1–30. Arkiverad från originalet den 1 juli 2015. https://web.archive.org/web/20150701214427/http://www.hawaii.edu/hivandaids/The_Deterrent_of_Capital_Punishment__Judicial_Exp.pdf. Läst 4 augusti 2015. Arkiverad 1 juli 2015 hämtat från the Wayback Machine.
32. ↑  Naci Mocan, Kaj Gittings (2003). ”Getting Off Death Row: Commuted Sentences and the Deterrent Effect of Capital Punishment”. Journal of Law and Economics 46 (2):  sid. 453–478. doi:10.1086/382603. Arkiverad från originalet den 5 mars 2016. https://web.archive.org/web/20160305084400/http://www.econ.jku.at/members/Buchegger/files/Juristen/mocan_2003_death%20penalty.pdf. Läst 2 augusti 2015.
33. ↑  Paul R. Zimmerman (2004). ”State Execution, Deterrence, and the Incidence of Murder”. Journal of Applied Economics 7 (1):  sid. 163–193. doi:10.2139/ssrn.354680. http://ageconsearch.umn.edu/bitstream/43889/2/zimmerman.pdf. Läst 2 augusti 2015.
34. ↑  Dale O. Cloninger, Roberto Marchesini (2006). ”Execution Moratoriums, Commutations and Deterrence: The Case of Illinois”. Applied Economics 38 (9):  sid. 967–973. doi:10.1080/00036840500462020. http://mcadams.posc.mu.edu/blog/Illinois_Study.pdf. Läst 2 augusti 2015.
35. ↑  Dale O. Cloninger, Roberto Marchesini (2001). ”Execution and deterrence: a quasi-controlled group experiment”. Applied Economics 33 (5):  sid. 569–576. doi:10.1080/00036840122871. http://www.rochester.edu/college/psc/clarke/214/CloningerMarchesini.pdf. Läst 2 augusti 2015.
36. ↑  Land, Kenneth C.; Teske, Raymond H. C.; Zheng, Hui (2009-11). ”THE SHORT-TERM EFFECTS OF EXECUTIONS ON HOMICIDES: DETERRENCE, DISPLACEMENT, OR BOTH?*” (på engelska). Criminology 47 (4):  sid. 1009–1043. doi:10.1111/j.1745-9125.2009.00168.x. https://onlinelibrary.wiley.com/doi/10.1111/j.1745-9125.2009.00168.x. Läst 5 oktober 2023.
37. ↑  ”The death penalty is the ultimate cruel, inhuman and degrading punishment.” (på engelska). Amnesty International. https://www.amnesty.org/en/what-we-do/death-penalty/. Läst 4 december 2024.
38. ↑  ”Advokatsamfundet - Dags att avskaffa dödsstraffet”. www.advokatsamfundet.se. https://www.advokatsamfundet.se/Nyhetsarkiv/2024/oktober/dags-att-avskaffa-dodsstraffet/. Läst 4 december 2024.
39. ↑  ”Thirty Years of Executions with Reasonable Doubts: A Brief Analysis of Some Modern Executions”. Capital Defense Weekly. http://capitaldefenseweekly.com/innocent.html.
40. ↑  ”Executed Innocents”. Executed Innocents. http://www.justicedenied.org/executed.htm.
41. ↑  ”The Death Penalty and Deterrence”. The Death Penalty and Deterrence. Amnestyusa.org. https://www.amnestyusa.org/issues/death-penalty/death-penalty-facts/the-death-penalty-and-deterrence/.
42. ↑  ”Discussion of Recent Deterrence Studies | Death Penalty Information Center”. Discussion of Recent Deterrence Studies | Death Penalty Information Center. Deathpenaltyinfo.org. Arkiverad från originalet den 2009-04-29. https://web.archive.org/web/20090429191414/http://www.deathpenaltyinfo.org/discussion-recent-deterrence-studies. Läst 17 oktober 2017.
43. ↑  ”Why not all executions deter murder”. Why not all executions deter murder. http://www.csmonitor.com/2005/1214/p09s01-coop.html.
44. ↑  ”Costs” (på amerikansk engelska). Death Penalty Information Center. https://deathpenaltyinfo.org/policy-issues/costs. Läst 4 december 2024.
45. ↑  ”Death Penalty Facts” (på amerikansk engelska). Amnesty International USA. https://www.amnestyusa.org/issues/death-penalty/death-penalty-facts/. Läst 4 december 2024.
46. ↑  Brian Evans, "The Death Penalty In 2011: Three Things You Should Know" Arkiverad , Amnesty International, 26 March 2012, in particular the map, "Executions and Death Sentences in 2011" Arkiverad 17 februari 2013 hämtat från the Wayback Machine. Arkiverad
47. ↑  ”ACLU Capital Punishment Project (CPP)”. ACLU Capital Punishment Project (CPP). Aclu.org. https://www.aclu.org/capital-punishment.
48. ↑  opinion contributor Armstrong Williams (25 maj 2021). ”The death penalty remains the strongest deterrent to violent crime” (på amerikansk engelska). The Hill. https://thehill.com/opinion/criminal-justice/555027-the-death-penalty-remains-the-strongest-deterrent-to-violent-crime/. Läst 4 december 2024.
49. ↑  ”Capital punishment - Arguments, Pros/Cons | Britannica” (på engelska). www.britannica.com. 21 november 2024. https://www.britannica.com/topic/capital-punishment/Arguments-for-and-against-capital-punishment. Läst 4 december 2024.
50. ↑  Reem Nadeem (2 juni 2021). ”Most Americans Favor the Death Penalty Despite Concerns About Its Administration” (på amerikansk engelska). Pew Research Center. https://www.pewresearch.org/politics/2021/06/02/most-americans-favor-the-death-penalty-despite-concerns-about-its-administration/. Läst 4 december 2024.
51. ↑  ”Life Without Parole” (på amerikansk engelska). Death Penalty Information Center. https://deathpenaltyinfo.org/policy-issues/sentencing-alternatives/life-without-parole. Läst 4 december 2024.
52. ↑  ”Death Penalty | Pros, Cons, Debate, Arguments, Capital Punishment, Prison, Felony, & Life in Prison | Britannica” (på engelska). www.britannica.com. 25 november 2024. https://www.britannica.com/procon/death-penalty-debate. Läst 4 december 2024.
53. ↑  ”Pope Francis Declares Death Penalty Unacceptable in All Cases”. New York Times. https://www.nytimes.com/2018/08/02/world/europe/pope-death-penalty.html. Läst 5 december 2024.
54. ↑  ”BBC - Religions - Islam: Capital punishment” (på brittisk engelska). www.bbc.co.uk. https://www.bbc.co.uk/religion/religions/islam/islamethics/capitalpunishment.shtml. Läst 4 december 2024.
55. ↑  ”When will we stop killing “small people” who need care?” (på brittisk engelska). Transformative Justice Collective. 27 mars 2022. https://transformativejusticecollective.org/2022/03/28/when-will-we-stop-killing-small-people-who-need-care/. Läst 4 december 2024.
56. ↑  Ratcliffe, Rebecca (30 mars 2022). ”Man hanged in Singapore amid concern over surge of execution notices” (på brittisk engelska). The Guardian. ISSN 0261-3077. https://www.theguardian.com/world/2022/mar/30/man-hanged-in-singapore-amid-concern-over-surge-of-execution-notices. Läst 4 december 2024.
57. ↑  ”Singapore: Shameful resumption of executions after more than two years won't end drug-related crime” (på engelska). Amnesty International. 30 mars 2022. https://www.amnesty.org/en/latest/news/2022/03/singapore-new-execution-death-penalty/. Läst 4 december 2024.
58. ↑  ”Singapore: Statement by the Spokesperson on the execution of Abdul Kahar bin Othman | EEAS” (på engelska). www.eeas.europa.eu. https://www.eeas.europa.eu/eeas/singapore-statement-spokesperson-execution-abdul-kahar-bin-othman_en. Läst 4 december 2024.
59. ↑  ”Will 2022 signal sea change in the death penalty for drugs?”. straitstimes. https://www.straitstimes.com/asia/se-asia/will-2022-signal-sea-change-in-the-death-penalty-for-drugs-jakarta-post-contributor. Läst 4 december 2024.
60. ↑  ”Volunteers for Execution: Directions for Further Research into Grief, Culpability, and Legal Structures”. Volunteers for Execution: Directions for Further Research into Grief, Culpability, and Legal Structures. https://files.deathpenaltyinfo.org/legacy/documents/VolunteersForExecution.pdf.
61. ↑  ”Liv eller död i riksdagen?” ( PDF). Lunds Universitet. https://lup.lub.lu.se/student-papers/record/1330490/file/1330491.pdf.
62. ↑  ”Arkiverade kopian”. Arkiverad från originalet den 28 september 2007. https://web.archive.org/web/20070928041701/http://www.metro.se/se/article/2006/11/07/08/2045-23/index.xml. Läst 20 november 2006.
63. ↑  ”Svenska trender 1986-2023”. SOM-Institutet. sid. 62. https://www.gu.se/sites/default/files/2024-04/Svenska%20trender%201986-2023_0.pdf. Läst 4 december 2024.

### Källförteckning
- Sarnecki, Jerzy (2009). Introduktion till kriminologi (2). Lund: Studentlitteratur. Libris 11459715. ISBN 978-91-44-04858-1